# Dilogarithme

Graphe du dilogarithme restreint aux réels.

En mathématiques, la fonction de Spence, ou dilogarithme, notée Li2, est un cas particulier de polylogarithme. Deux fonctions spéciales sont appelées fonction de Spence :
- le dilogarithme lui-même :
{\displaystyle \operatorname {Li} _{2}(z)=-\int _{0}^{z}{\ln(1-u) \over u}\,\mathrm {d} u=\int _{1}^{1-z}{\frac {\ln t}{1-t}}\mathrm {d} t,\quad z\in \mathbb {C} } ;
- sa réflexion.

Pour {\displaystyle |z|<1}, une définition à l'aide d'une série est également possible (la définition intégrale constituant son prolongement analytique dans le plan complexe) :
{\displaystyle \operatorname {Li} _{2}(z)=\sum _{k=1}^{\infty }{z^{k} \over k^{2}}}.
William Spence (1777-1815), dont on a donné le nom à cette fonction, est un mathématicien écossais. Il a été condisciple de John Galt, qui a par la suite écrit un essai biographique sur Spence.

## Identités
Plusieurs égalités sur la fonction dilogarithme reposent sur des propriétés de symétrie,:
{\displaystyle \operatorname {Li} _{2}(z)+\operatorname {Li} _{2}(-z)={\frac {1}{2}}\operatorname {Li} _{2}(z^{2})}
{\displaystyle \operatorname {Li} _{2}(1-z)+\operatorname {Li} _{2}\left(1-{\frac {1}{z}}\right)=-{\frac {\ln ^{2}z}{2}}}
{\displaystyle \operatorname {Li} _{2}(z)+\operatorname {Li} _{2}(1-z)={\frac {\pi ^{2}}{6}}-\ln z\cdot \ln(1-z)}
{\displaystyle \operatorname {Li} _{2}(-z)-\operatorname {Li} _{2}(1-z)+{\frac {1}{2}}\operatorname {Li} _{2}(1-z^{2})=-{\frac {\pi ^{2}}{12}}-\ln z\ln(z+1)}
{\displaystyle \operatorname {Li} _{2}(z)+\operatorname {Li} _{2}\left({\frac {1}{z}}\right)=-{\frac {\pi ^{2}}{6}}-{\frac {1}{2}}\ln ^{2}(-z)}
{\displaystyle \operatorname {Li} _{2}(z)+\operatorname {Li} _{2}\left({\frac {z}{z-1}}\right)=-{\frac {1}{2}}\ln ^{2}(1-z)} (identité de Landen)

## Valeurs particulières
{\displaystyle \operatorname {Li} _{2}(-1)=-{\frac {\pi ^{2}}{12}}}
{\displaystyle \operatorname {Li} _{2}(0)=0}
{\displaystyle \operatorname {Li} _{2}\left({\frac {1}{2}}\right)={\frac {\pi ^{2}}{12}}-{\frac {\ln ^{2}2}{2}}}
{\displaystyle \operatorname {Li} _{2}(1)={\frac {\pi ^{2}}{6}}}
{\displaystyle \operatorname {Li} _{2}(2)={\frac {\pi ^{2}}{4}}-\mathrm {i} \pi \ln 2}
{\displaystyle \operatorname {Li} _{2}\left(-{\frac {{\sqrt {5}}-1}{2}}\right)=-{\frac {\pi ^{2}}{15}}+{\frac {1}{2}}\ln ^{2}{\frac {{\sqrt {5}}-1}{2}}}
{\displaystyle \operatorname {Li} _{2}\left(-{\frac {{\sqrt {5}}+1}{2}}\right)=-{\frac {\pi ^{2}}{10}}-\ln ^{2}{\frac {{\sqrt {5}}+1}{2}}}
{\displaystyle \operatorname {Li} _{2}\left({\frac {3-{\sqrt {5}}}{2}}\right)={\frac {\pi ^{2}}{15}}-\ln ^{2}{\frac {{\sqrt {5}}-1}{2}}}
{\displaystyle \operatorname {Li} _{2}\left({\frac {{\sqrt {5}}-1}{2}}\right)={\frac {\pi ^{2}}{10}}-\ln ^{2}{\frac {{\sqrt {5}}-1}{2}}}
{\displaystyle \operatorname {Li} _{2}(\mathrm {i} )=-{\frac {\pi ^{2}}{48}}+\mathrm {i} K}
{\displaystyle \operatorname {Li} _{2}\left({\frac {1-\mathrm {i} }{2}}\right)={\frac {5\pi ^{2}}{96}}-{\frac {1}{8}}\ln(2)^{2}+\mathrm {i} \left({\frac {\pi \ln(2)}{8}}-K\right)}
avec K, la constante de Catalan

## Égalités entre des valeurs particulières
{\displaystyle \operatorname {Li} _{2}\left({\frac {1}{3}}\right)-{\frac {1}{6}}\operatorname {Li} _{2}\left({\frac {1}{9}}\right)={\frac {\pi ^{2}}{18}}-{\frac {\ln ^{2}3}{6}}}
{\displaystyle \operatorname {Li} _{2}\left(-{\frac {1}{2}}\right)+{\frac {1}{6}}\operatorname {Li} _{2}\left({\frac {1}{9}}\right)=-{\frac {\pi ^{2}}{18}}+\ln 2\ln 3-{\frac {\ln ^{2}2}{2}}-{\frac {\ln ^{2}3}{3}}}
{\displaystyle \operatorname {Li} _{2}\left({\frac {1}{4}}\right)+{\frac {1}{3}}\operatorname {Li} _{2}\left({\frac {1}{9}}\right)={\frac {\pi ^{2}}{18}}+2\ln 2\ln 3-2\ln ^{2}2-{\frac {2}{3}}\ln ^{2}3}
{\displaystyle \operatorname {Li} _{2}\left(-{\frac {1}{3}}\right)-{\frac {1}{3}}\operatorname {Li} _{2}\left({\frac {1}{9}}\right)=-{\frac {\pi ^{2}}{18}}+{\frac {1}{6}}\ln ^{2}3}
{\displaystyle \operatorname {Li} _{2}\left(-{\frac {1}{8}}\right)+\operatorname {Li} _{2}\left({\frac {1}{9}}\right)=-{\frac {1}{2}}\ln ^{2}{\frac {9}{8}}}
{\displaystyle 36\operatorname {Li} _{2}\left({\frac {1}{2}}\right)-36\operatorname {Li} _{2}\left({\frac {1}{4}}\right)-12\operatorname {Li} _{2}\left({\frac {1}{8}}\right)+6\operatorname {Li} _{2}\left({\frac {1}{64}}\right)=\pi ^{2}}

## En physique des particules
On rencontre couramment la fonction de Spence en physique des particules, dans le calcul des corrections radiatives. Dans ce contexte, la fonction est souvent définie avec une valeur absolue à l'intérieur du logarithme :
{\displaystyle \operatorname {\Phi } (x)=-\int _{0}^{x}{\frac {\ln |1-u|}{u}}\,\mathrm {d} u={\begin{cases}\operatorname {Li} _{2}(x),&x\leq 1~;\\{\frac {\pi ^{2}}{3}}-{\frac {1}{2}}\ln ^{2}(x)-\operatorname {Li} _{2}({\frac {1}{x}}),&x>1.\end{cases}}}